# Callionymus neptunius
Callionymus neptunius är en fiskart som först beskrevs av Seale, 1910.  Callionymus neptunius ingår i släktet Callionymus och familjen sjökocksfiskar. Inga underarter finns listade.